# Lafoea adnata
Lafoea adnata är en nässeldjursart som beskrevs av John Fraser 1925. Lafoea adnata ingår i släktet Lafoea och familjen Lafoeidae. Inga underarter finns listade i Catalogue of Life.